# Mousse (marine)
Pour les articles homonymes, voir Mousse.

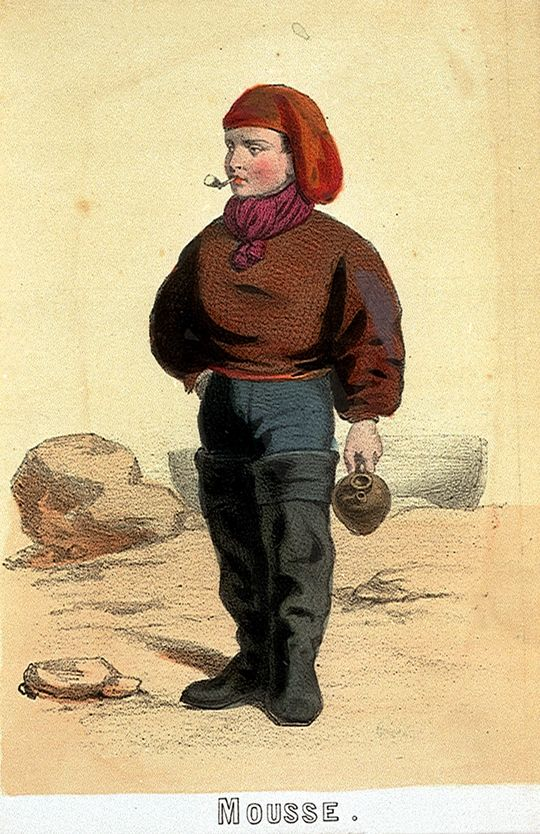
Un jeune mousse. (Lithographie anonyme en couleur du XIXe siècle)

Un mousse est un apprenti marin qui se forme au métier de la mer.

## Origine et emploi du mot
Le mot vient de l’espagnol mozo ou du catalan mosso, qui signifient d’abord jeune garçon, puis apprenti marin. Ces mots viennent eux-mêmes du latin populaire muttiu, signifiant « émoussé » : il s’agit peut-être d’une allusion à l’habitude de raser le crâne des jeunes garçons.
Le mot est employé à la fois dans la marine marchande et à la pêche. Il n'est employé dans la marine de guerre que pour désigner les apprentis marins formés à l'Ecole des mousses.

## Pêche

### France
Jusqu'aux années 1950, le mousse a moins de seize ans. Il se trouve tout en bas de l’échelle hiérarchique de l’équipage, c’est-à-dire en dessous du novice, lui-même en dessous du matelot de 3e classe. L’enfant — sans avoir reçu de formation théorique — peut être embarqué très jeune : on l’appelle alors moussaillon. Sa rétribution, si elle existe, est laissée à l’appréciation du capitaine et de l’équipage.
Dans les années 1960-1970, le garçon entre à quatorze ans dans une école de pêche, d’où il sort un an plus tard muni d’un certificat d’apprentissage maritime (CAM). Il embarque alors comme mousse pendant un an, puis comme novice pendant encore un an, avant de devenir matelot, ce temps d’apprentissage pouvant être écourté, à l’appréciation du capitaine et de l’équipage.
Les récits de mer témoignent de la dure condition du mousse, confronté à la violence et à la stupidité humaines, esclave de tous et souffre-douleur des brutes les plus bornées : « Jos déteste ce rôle de chien du bord. Cuisiner, porter à boire ne devrait pas occuper le temps du mousse. Pour Jos, le travail du mousse c’est d’apprendre à pêcher, comprendre la mer. Il se promet que, lorsqu’il deviendra patron de pêche, il protégera les mousses des brimades stupides des anciens. Humilier n’apprend pas à vivre. »
Mais les lois sur le travail des mineurs, la scolarité obligatoire, puis la loi d’orientation sur la pêche de 1997 interdisent, en France, l’embarquement des enfants. De nos jours, il n’y a plus de mousse. À dix-huit ans, le garçon sort d’un lycée professionnel maritime pour embarquer comme novice.

#### Rémunération
Le mode de rétribution d’un équipage consiste en un partage (le lodez, en breton). Le produit de la vente sous criée (moins les frais de la marée) est d'abord divisé par deux : une moitié pour l’armement, une moitié pour l’équipage.
Jusqu’aux années 1970, en l’absence de conventions écrites, la part de l’équipage est elle-même répartie selon des règles laissées à l’appréciation du capitaine et de l’équipage : par exemple, deux parts pour le capitaine, une part pour chaque matelot, un quart de part pour le mousse.

## Marine de guerre

### France
Mousse (ne porte aucun galon) est un mot qui désigne, dans la marine de guerre, un jeune marin de 16 ou 17 ans, formé pendant 9 mois à l'Ecole des mousses au Centre d'Instruction naval de Brest. Au terme de cette formation maritime, militaire et scolaire, il en sortira matelot de 1ère classe équipage avec un galon de laine rouge. 
La formation est assurée depuis 1834 (avec une fermeture de 1988 à 2009) par l’École des mousses.

## Scoutisme
Les scouts marins se répartissent en trois catégories d’âge :
- les moussaillons sont âgés de 8 à 11 ans ;
- les mousses de 12 à 14 ans (le mot s’emploie au masculin ou au féminin, selon qu'il s’agit d’un garçon ou d’une fille) ;
- les marins de 14 à 17 ans.

## Dans l'art et la culture

### Poésie
Le Mousse est un poème des Amours jaunes de Tristan Corbière.

### Expressions
- « Faire ses mousses » : suivre les cours de l’école des mousses[7].
- « Mettre un petit mousse sur chantier » : assurer sa descendance[8].
- « Moussaillon » : terme affectueux employé à terre pour s'adresser à un enfant[9].